# Amanda Knatchbull Ellingworth
Lady Amanda Patricia Victoria Ellingworth (født Knatchbull; født 26. juni 1957) er britisk socialarbejder (socialrådgiver) og ikke-administrerende direktør for flere NGO'er. Hun er tiptipoldedatter af dronning Victoria af Storbritannien, og hun er grandkusine til den britiske tronfølger Charles, prins af Wales. Hendes mor var kusine til prinsgemalen Prins Philip, hertug af Edinburgh.
Lady Amanda Ellingworth tilhører Mountbatten af Burma-grenen af Huset Battenberg.

## Forældre
Lady Amanda Knatchbull er det femte ældste barn og den næstældste datter af Patricia Knatchbull, 2. grevinde Mountbatten af Burma (1924–2017) og John Knatchbull, 7. baron Brabourne (1924–2005).

## Barnebarn af den 1. jarl Mountbatten af Burma
Amanda Ellingworth er barnebarn (datterdatter) af krigshelten Louis Mountbatten, 1. jarl Mountbatten af Burma. Louis Mountbatten (1900–1979) var den sidste britiske vicekonge i Indien (februar–august 1947), og han var landets generalguvernør i august 1947–juni 1948.
Louis Mountbatten og nogle af hans familiemedlemmer blev myrdede af det provisoriske IRA, da de var på fisketur ud for  Sligo på Irlands vestkyst den 27. august 1979. 
Louis Mountbatten var oldesøn af dronning Victoria af Storbritannien, og han var morbror til prinsgemalen Prins Philip, hertug af Edinburgh. Louis Mountbatten var kendt som mentor for tronfølgeren Charles, prins af Wales, der er prins Philips's ældste søn.

## Familie
Den 31. oktober 1987 blev Amanda Knatchbull gift med forfatteren Charles Vincent Ellingworth. De har tre sønner:
- Luke (født 1991 i London, England)
- Joseph (født 1992 i Salisbury, Wiltshire)
- Louis (født 1995 i Salisbury, Wiltshire)

## Mulig forbindelse til prinsen af Wales
Ifølge den engelske TV-mand og historiker Jonathan Dimbleby arbejdede Louis Mountbatten fra 1974 og frem til sin død i 1979 på at skabe en forbindelse mellem Amanda og hendes granfætter Charles, prins af Wales.
Amanda Knatchbuls morfar Louis Mountbatten var morbror til prins Charles's far. Han var også gudfar til og mentor for prins Charles.
I et brev til Amandas mor tidligt i 1974 gør prins Charles opmærksom på sin interesse i datteren. Moderen svarer, at det er for tidligt at gøre kur til den dengang 16årige Amanda.
I 1979 planlægger Louis Mountbatten en tur til Indien sammen med Amanda og prins Charles. Turen skulle have fundet sted i 1980, men bliver aflyst, da Louis Mountbatten og andre af Amandas nære slægtninge bliver myrdede i august 1979. Forinden havde fædrene til Amanda og prins Charles dog advaret mod turen.
Den 24. februar 1980 prins Charles i stedet for forlovet med lady Diana Spencer. Diana og Charles blev gift den 29. juli 1981.

## Titler
- 26. juni 1957 – 27. august 1979: Den ærede Amanda Knatchbull
- 27. august 1979 – 31. oktober 1987: The Lady Amanda Knatchbull
- 31. oktober 1987 – nu: The Lady Amanda Ellingworth